# Elliott Tittensor
Elliott Tittensor, nome d'arte di Elliott John Tittensor (Heywood, 3 novembre 1989), è un attore britannico, famoso per aver recitato il ruolo di Carl Gallagher nella serie televisiva Shameless.

## Biografia

### Giovinezza
Elliott è nato a Heywood, nel Lancashire. Ha un fratello gemello di nome Luke.

### Carriera
Nel 2003 Elliott e il fratello gemello Luke fecero una breve apparizione in Brookside nel ruolo dei gemelli di Terry Gibson.
Nel 2004 Elliott e Luke furono entrambi presi per interpretare il ruolo di Carl Gallagher nella serie televisiva Shameless. Elliott otterrà l'esclusivo ruolo del personaggio quando Luke sarà costretto a lasciare la serie per recitare nella soap Valle di luna.
Oltre al suo ruolo in Shameless, Tittensor ha recitato nelle serie Moving On e Testimoni silenziosi e nel cortometraggio Protect Me from What I Want interpretando un ragazzo gay.
Nel gennaio 2010, Tittensor è apparso sulla cover della rivista Attitude. Egli è apparso anche nei video di alcune canzoni.

### Vita privata
Elliott Tittensor è identico al fratello gemello Luke Tittensor. Elliott ha studiato presso la Heywood Community High School.
Dal 2009 al 2014 è stato fidanzato con l'attrice Kaya Scodelario. La loro relazione è diventata di dominio pubblico quando la Scodelario ha difeso Tittensor dopo il suo arresto per aver causato un incidente stradale.

## Premi e Nomination
| Anno | Premio                                                    | Categoria                           | Lavoro                      | Risultato       |
| ---- | --------------------------------------------------------- | ----------------------------------- | --------------------------- | --------------- |
| 2009 | Festival Prize del Strasbourg International Film Festival | Miglior attore in un cortometraggio | Protect Me from What I Want | Vincitore/trice |
| 2012 | British Independent Film Awards                           | Miglior esordiente                  | Spike Island                | Candidato/a     |

## Filmografia

### Cinema
- Spike Island, regia di Mat Whitecross (2012)
- Il gigante egoista (The Selfish Giant), regia di Clio Barnard (2013)
- Dunkirk, regia di Christopher Nolan (2017)

### Televisione
- Brookside – soap opera, 2 episodi (2003)
- Shameless – serie TV, 109 episodi (2004-2013)
- Testimoni silenziosi (Silent Witness) – serie TV, episodi 13x07-13x08 e 24x01-24x02 (2010; 2021)
- Chasing Shadows – serie TV, episodi 1x01-1x02 (2014)
- House of the Dragon – serie TV, 7 episodi (2022-2024)

## Doppiatori italiani
Nelle versioni in italiano delle opere in cui ha recitato, Elliott Tittensor è stato doppiato da:
- Alessio Nissolino in Dunkirk
- Daniele Raffaeli in House of the Dragon